# Demolition Man (datorspel)
Demolition Man är TV-spelsversionerna av filmen med samma namn. Acclaim Entertainment utgav spleen med spring och skjut-upplägg till SNES, SMD och Mega CD. Virgin Interactive släppte ett spel till 3DO där flera olika spelstilar blandades. I båda spelen är dock John Spartan huvudfigur, och precis som i filmen skall han besegra sin ärkefiende Simon Phoenix.

### Fotnoter
1. ↑  ”Demolition Man” (på engelska). Mobygames. 11 mars 1994. Arkiverad från originalet den 15 maj 2014. https://web.archive.org/web/20140515013758/http://www.mobygames.com/game/demolition-man_/. Läst 14 maj 2014.
2. ↑  ”Demolition Man” (på engelska). Mobygames. 11 mars 1995. Arkiverad från originalet den 15 maj 2014. https://web.archive.org/web/20140515014751/http://www.mobygames.com/game/demolition-man/. Läst 14 maj 2014.